# David Roentgen
Pour les articles homonymes, voir Roentgen.
David Roentgen (né le 11 août 1743 à Herrnhaag, mort le 12 février 1807) est un ébéniste allemand, qui a aussi travaillé pour la cour de France.

## Biographie
Son père Abraham Rœntgen (1711-1793) est un ébéniste réputé qui a son atelier à Neuwied, une ville sur le Rhin, non loin de Coblence.
David Roentgen né à Herrnhag, une communauté des frères moraves (une branche du protestantisme) dont sa famille fait partie. La vie y est communautaire et austère et l'esprit d'entrepreneur et le luxe de la production du père puis du fils créent quelques tensions avec les autres membres de la communauté. David Roentgen débute probablement à l'atelier de son père et voyage beaucoup. Il se rend ainsi en Russie, en Hollande, en Autriche et en France. En 1769, il reprend la direction de l'atelier paternel, peu après avoir organisé à Hambourg une grande vente aux enchères de meubles qu'il a fabriqués avec son père. 
Après une première visite en 1774, ce virtuose de la marqueterie retourne à Paris en mars 1779 avec plusieurs meubles de sa fabrication et en compagnie de l'horloger Peter Kinzing.  La Reine Marie-Antoinette et le comte d'Artois, frère du Roi (futur Charles X), lui achètent des meubles. 
Ses confrères parisiens, jaloux, l'obligent à rejoindre la jurande des Menuisiers-Ébénistes. Il est reçu maître en 1780 bien que contrairement aux nombreux ébénistes allemands installés à Paris, il n'y aura lui jamais d'atelier. S'il tente d'obtenir le privilège de vendre ses meubles auprès des membres de la cour sans être assujetti à la corporation des ébénistes, sa demande est rejetée et il est contraint de soumettre ses productions à la jurande qui pourra apposer son sigle aux côtés de sa signature. Étrangement, un seul meuble est aujourd'hui porteur de son estampille à chaud, un grand nombre est signé à l'encre et le sigle de la jurande est toujours absent, ce qui démontre un contrôle relatif de la corporation des ébénistes. Certaines signatures sont marquetées ou réduites au sigle R4 : r pour Roentgen et le 4 pour désigner la quatrième lettre de l'alphabet et désigner son initiale de prénom.
Il a fourni au roi Louis XVI, le meuble le plus cher jamais commandé. Ce « cabinet du Roi », tout à la fois commode, boite à musique et pendule, fut dépecé au XIXe siècle et transformé en petits meubles plus facilement négociables.[réf. nécessaire]
Il participera avec Peter Kintzing à la création de l'automate joueur de tympanon vers les années 1785.
Ses productions offrent une diversité de matériaux précieux  et un art de la marqueterie atteignant une perfection rarement égalée. De nombreuses tables et cabinets montrent une articulation de multiples tiroirs, casiers, plateaux ingénieusement encastrés et pouvant se déployer à l'aide de mécanismes internes savamment dissimulés. Certaines serrures actionnent différents mécanismes par des tours de clés successifs dans des sens parfois inversés. Les ornements des garnitures de bronze font parfois office de boutons poussoir libérant des petits tiroirs secrets.

## Aujourd'hui
Ses œuvres sont conservées dans les  grandes Collections privées et publiques et notamment dans les Collections royales anglaises, à Versailles, au Louvre, au musée de l'Ermitage de Saint-Pétersbourg, dans diverses résidences royales allemandes et dans les principaux musées américains. 
Un musée dans la ville de Neuwied, le Roentgen-Museum (aussi dénommé Kreiss-Museum)  regroupe un certain nombre de ses œuvres. 
Au château de Versailles, on peut voir une table dont le plateau est un morceau du "Cabinet du Roi".
La Joueuse de tympanon est aujourd'hui visible au Musée des Arts et Métiers à Paris.